# NGC 2330
NGC 2330 is een elliptisch sterrenstelsel in het sterrenbeeld Lynx. Het hemelobject werd op 2 januari 1851 ontdekt door de Ierse astronoom William Parsons.

## Synoniemen
- IC 457
- MCG 8-13-78
- ZWG 234.74
- NPM1G +50.0075
- PGC 20272